# Dores do Turvo
Dores do Turvo è un comune del Brasile nello Stato del Minas Gerais, parte della mesoregione della Zona da Mata e della microregione di Ubá.